# Matthäus II. (Lothringen)
Matthäus II.  (* um 1193; † 9. Februar 1251) war Herzog von Lothringen von 1220 bis 1251. Er war der jüngere Sohn des Herzogs Friedrich II. und der Agnes von Bar.

## Leben
Er folgte 1220 seinem Bruder Theobald I. Er musste fast sofort für seine Schwägerin Gertrud von Dagsburg, Theobalds Witwe, ein Wittum einrichten, darunter auch die Stadt Nancy, die sich bereits zwei oder drei Monate nach Theobalds Tod mit dessen Gegner Theobald I., Graf von Champagne und König von Navarra verheiratete. Darüber hinaus musste er für die Stadt Neufchâteau Theobald von Champagne als Lehnsherrn anerkennen. Dessen Hoffnung jedoch, durch seine Ehe auch die Grafschaft Metz in die Hand zu bekommen, zerschlug sich, woraufhin er Gertrud umgehend verstieß. Da Gertrud auch in ihrer dritten Ehe keine Kinder bekam, kehrte Nancy mit ihrem Tod – sie starb vor 1225 – wieder in lothringischen Besitz zurück.
Matthäus II. war ein treuer Gefolgsmann des Kaisers Friedrich II., den er auf dem Kreuzzug von 1228 begleitete. 1235 war Matthäus bei Friedrich in Italien. Er nahm an der Reichsversammlung in Worms im Frühjahr 1231 unter König Heinrich (VII.) teil, auf der unter anderem das sogenannte Statutum in favorem principum erlassen wurde.
Innenpolitisch sah sich Matthäus den Aktivitäten einiger lothringischer Herren gegenüber, darunter der Graf von Lunéville, der insgeheim vom Graf von Bar unterstützt wurde. Der Sieg des Herzogs führte zu einem Gebietstausch sowie zur Verschmelzung Lunévilles mit Lothringen. Im Januar 1230 Jahren waren seine Gegner Heinrich II. von Bar, Hugo II. von Vaudémont und der Bischof von Toul, die sein Herzogtum verwüsteten und einige Burgen eroberten. 1231 bis 1234 wiederum kämpfte er gemeinsam mit Heinrich von Bar und den Bürgern der Stadt Metz gegen Jean I. d’Apremont. Nach dem Tod Heinrichs II. (1240) versuchte Matthäus erfolglos, dessen jungem Sohn Theobald II. die verlorenen Burgen zu entreißen. Die Exkommunikation Kaiser Friedrichs II. führte dazu, dass er sich vom Kaiser löste und 1247 Papst Innozenz IV. anschloss.
1249 arrangierte er für seinen Sohn Friedrich III. die Ehe mit Margarete von Champagne, der Tochter Theobalds I. von Champagne und Navarra.

## Nachkommen
Er heiratete 1225 Katharina von Limburg († 1255), Tochter von Walram IV., Herzog von Limburg und Luxemburg, und Ermesinde II., Gräfin von Luxemburg; Unter ihren Kindern waren:
- Friedrich III. (Ferry), Herzog von Lothringen, † 1303; ⚭ Margarete von Champagne, † 1307, Tochter von Theobald I. König von Navarra, Graf von Champagne (Haus Blois)
- Adeline (* vor 1251; † vor 1278); ⚭ Ludwig I. von Savoyen
- Isabella, † 1266; ⚭ I Wilhelm IV. von Vienne, † 1255 (Haus Burgund-Ivrea); ⚭ II Johann I. von Chalon, Graf von Auxerre, † 1307 (Haus Burgund-Ivrea)